# Jules Rosoor
Pour les articles homonymes, voir Rosoor.
Jules Pierre Joseph Rosoor, dit Jules Rosoor, est un imprimeur-graveur-éditeur de livres, périodiques et documents imprimés et de partitions musicales, né le 14 avril 1852 à Tourcoing où il décède le 22 avril 1923.

## Biographie
Jules Rosoor est un des enfants de Jean-Louis Rosoor et frère de Louis Rosoor, les deux premiers dirigeants de l’orphéon "Crick-Sicks" dont il sera lui-même un temps le secrétaire.
Il s'engage en novembre 1870 dans les Volontaires de l’Ouest (Zouaves Pontificaux) et en est libéré en mars 1871.
S'il sait jouer du piano, son activité principale est la gestion des éditions Rosoor-Delattre spécialisées dans l'édition musicale mais publiant également des livres et ayant sa propre librairie.
Il est de plus un colombophile émérite : directeur de la Revue Colombophile qu'il fonde en 1876 avec son grand-père maternel; inventeur d’une bague brevetée et réputée au-delà des frontières françaises permettant, notamment lors des concours de pigeons voyageurs, leur identification; fondateur de la Société nationale protectrice des pigeons voyageurs, il est à l’origine de la loi de protection des pigeons voyageurs du 4 mars 1898.
Également poète, certains de ses textes sont mis en musique ; il est aussi l’auteur de quelques ouvrages.

## Textes ou Poèmes mis en musique
- Abel : Oratorio en 3 parties, musique de Jules Brosset ; Tourcoing : Rosoor-Delattre, 1884 (Bibliothèque Abbé Grégoire, Blois (Loir-et-Cher)).
- Cantate Nadaud : pour solis [sic], chœurs et orchestres militaire et symphonique, musique de Julien Koszul, piano et chant ; Tourcoing : Rosoor-Delattre, ca 1893 (Bibliothèque nationale de France).
- In morte vita : oratorio biblique en 4 parties, musique de Charles Henri Félix ; Tourcoing : Rosoor-Delattre, 1900 (Bibliothèque nationale de France et Bibliothèque du Conservatoire royal de Bruxelles).
- Ludus pro Patria : cantate pour chœur à quatre voix d'hommes avec accompagnement de Fanfare ou Orchestre, transcription pour piano ; musique de Jehan Roland ; Tourcoing : Rosoor-Delattre, Paris: Gallet, Bruxelles : Maison Beethoven (Centre d'Histoire Locale de Tourcoing) ; composée à l'occasion de la finale du challenge international du Nord (football) et créée lors de cette manifestation ayant eu lieu à Tourcoing le dimanche 29 avril 1900.
- Waterloo : scène chorale : musique pour orphéon de Louis Rosoor ; Tourcoing : Rosoor-Delattre, 1902 (Bibliothèque nationale de France et Bibliothèque du Conservatoire royal de Bruxelles - hors catalogue : ref. 13.120) ; texte daté du "18 juin 1901. Anniversaire de Waterloo." dans une autre édition (non identifiée) disponible au Centre d'Histoire Locale de Tourcoing.
- Quo vadis ! : scène chorale, musique de Julien Koszul ; Tourcoing : Rosoor-Delattre, 1902 (Bibliothèque nationale de France, Bibliothèque du Conservatoire royal de Liège et Bibliothèque du Conservatoire royal de Bruxelles - hors catalogue : ref. 13.098) ; texte daté du 11 août 1901.
- L'Angelus : chœur à quatre voix d'hommes, musique de Gustave Meyer - dédié à André Messager, Tourcoing : Rosoor-Delattre, 1902 (Bibliothèque nationale de France, Centre d'Histoire Locale de Tourcoing et Bibliothèque du Conservatoire royal de Bruxelles - hors catalogue : ref. 13.112).

## Ouvrages
- La Colombophilie, Tourcoing : la "Revue colombophile", 1890.
- La musique à Tourcoing depuis le commencement du siècle, Tourcoing : Rosoor-Delattre, 1891.